# Bivacco Gino Rainetto
Il bivacco Gino Rainetto è situato in val Veny a 3.047 m s.l.m. nel massiccio del Monte Bianco facente parte del comune di Courmayeur.

## Storia
I lavori di costruzione iniziano nel 1963, mentre l'inaugurazione avviene il 2 agosto 1964 con il nome di bivacco  Giovane Montagna. Il 23 luglio 1972 viene intitolato a Gino Rainetto. Il bivacco è anche conosciuto con il nome di  Petit Mont Blanc.

## Caratteristiche ed informazioni
Il bivacco è situato sulla spalla sud-est del Petit Mont Blanc. Costruito in legno e lamiera è dotato di coperte e materassini ma sprovvisto di acqua corrente.

## Accessi
L'accesso avviene da Lavisaille in circa 4 ore.

## Ascensioni
- Petit Mont Blanc - 3.424 m
- Aiguilles de Trélatête - 3.911 m
- Aiguille de l'Aigle - 3.517 m